# 地獄の軍団 (アルバム)
『地獄の軍団』(Destroyer)は、1976年にキッスが発表した、4作目のスタジオ・アルバムである。「デトロイト・ロック・シティ」、「狂気の叫び」、「雷神」、「ベス」など、今なお彼等を代表する曲が収録されている。
『ローリング・ストーン誌が選ぶオールタイム・グレイテスト・アルバム500』に於いて、489位にランクイン。

## 解説
アリス・クーパーなどを手がけたボブ・エズリンをプロデューサーに迎え、スタジオ・アルバムの前作にあたる『地獄への接吻』（1975年）までのシンプルなロックンロールから脱皮したアルバム。エズリンは多重録音によるギター・オーケストレーション、オーケストラや様々なサウンド・エフェクツの導入など様々な戦術を駆使して、それまでのキッスにはなかった音楽性を導入し、本作をドラマティックで重厚なハードロック・アルバムに仕上げた。
体系的な音楽教育を受けたことのないメンバーにとって、エズリンとのレコーディング作業は非常に高度で厳しいものだった。ポール・スタンレーは後に「あのレコーディングはBootcamp（新兵訓練）だった」と述べたが、同時に「あれのおかげで相当に経験を積むことができた」と述懐している。ジーン・シモンズも「俺たちにはまさに当時、それが必要だったんだ」と述べた。
エース・フレーリーは、エズリンが描いたプランどおりにプレイせず、スタジオ内でしばしば彼と対立した。散々ゴネてふてくされるフレーリーに業を煮やした彼は、アリス・クーパーやルー・リードのアルバムで起用したセッション・ギタリストのディック・ワグナーをスタジオに呼んで、「リードギターを交替させる」とフレーリーを脅してやっと言うことをきかせた。しかし「燃えたぎる血気」のアコースティック・ギターと「スウィート・ペイン」のリード・ギターはワグナーが演奏したものに差替えられた。この結果、本作はメンバー以外のミュージシャンの演奏が収められた初のアルバムとなった。
アメリカで即座に85万枚を売り、プラチナ・ディスクを獲得した。全米アルバム・チャート11位を記録。

## 収録曲
1. デトロイト・ロック・シティ - Detroit Rock City [5:17] 作詞/作曲：ポール・スタンレー、ボブ・エズリン
この後、長きにわたってコンサートのオープニング・ナンバーとして演奏された代表曲。有名なツイン・リードギターによる中盤のソロ・パートは、メンバーではなくエズリンによるもの。
2. 暗黒の帝王 - King Of The Night Time World [3:19] 作詞/作曲：ポール・スタンレー、ボブ・エズリン、キム・フォーリー、マーク・アンソニー
3. 雷神 - God Of Thunder [4:13] 作詞/作曲：ポール・スタンレー
もともとはスタンレーが自分で歌うために書いた曲だったが、エズリンに「この曲はジーンが歌うべきだ」と言われたためにシモンズが歌うことになった。
4. 地獄の遺産 - Great Expectations [4:24] 作詞/作曲：ジーン・シモンズ、ボブ・エズリン
オーケストラと少年合唱団が起用された。
5. 燃えたぎる血気 - Flaming Youth [2:59] 作詞/作曲：エース・フレーリー、ポール・スタンレー、ジーン・シモンズ、ボブ・エズリン
6. スウィート・ペイン - Sweet Pain [3:20] 作詞/作曲：ジーン・シモンズ
7. 狂気の叫び - Shout It Out Loud [2:49] 作詞/作曲：ジーン・シモンズ、ポール・スタンレー、ボブ・エズリン
Aメロはスタンレー、Bメロはシモンズがヴォーカルをとる、イントロとサビのメロディが有名な曲。
8. ベス - Beth [2:45] 作詞/作曲：ピーター・クリス、スタン・ペンリッジ、ボブ・エズリン
ヴォーカルは作者のクリス。最初に書き上げられた時点では“Beck”というタイトルだったが、シモンズが「女の子の名前にすべきだ」と提案したためにこのタイトルとなった。
9. ドゥ・ユー・ラヴ・ミー - Do You Love Me [4:57] 作詞/作曲：ポール・スタンレー、ボブ・エズリン、キム・フォーリー
アメリカのバンド、ニルヴァーナがライブで演奏したほか、デフ・レパード加入前のフィル・コリンが在籍したガール（英語版）がカヴァーした。

- トラック10にRock And Roll Partyが収録されている。「地獄の遺産」の少年合唱団のコーラスに『地獄の狂獣 キッス・ライヴ』に収録されたスタンレーのステージ進行（MC）を重ねたもの。当初のタイトルは"Rock'n Roll Demon"だった。